# The Rolling Bridge
The Rolling Bridge est un pont londonien traversant le Grand Union Canal construit en 2004 et qui a comme particularité de s'enrouler comme la queue d'un scorpion pour permettre la circulation fluviale.

## Conception
Ce pont a été conçu pour permettre le passage d'un bateau amarré dans le Grand Union Canal, tout en assurant la fonction de passerelle pour les piétons. The Rolling Bridge est donc un pont levant ou comme on peut l'appeler un pont déroulé.
Le design de cette passerelle a été pensé par l’Heatherwick Studio qui, pour la réalisation de la structure, a bénéficié des conseils de SKM Anthony Hunts, une société d'ingénierie. D'abord construit à Littlehampton Welding dans le comté du Sussex, il a ensuite été transporté jusqu'au quai du Grand Union Canal par voie fluviale.

## Structure

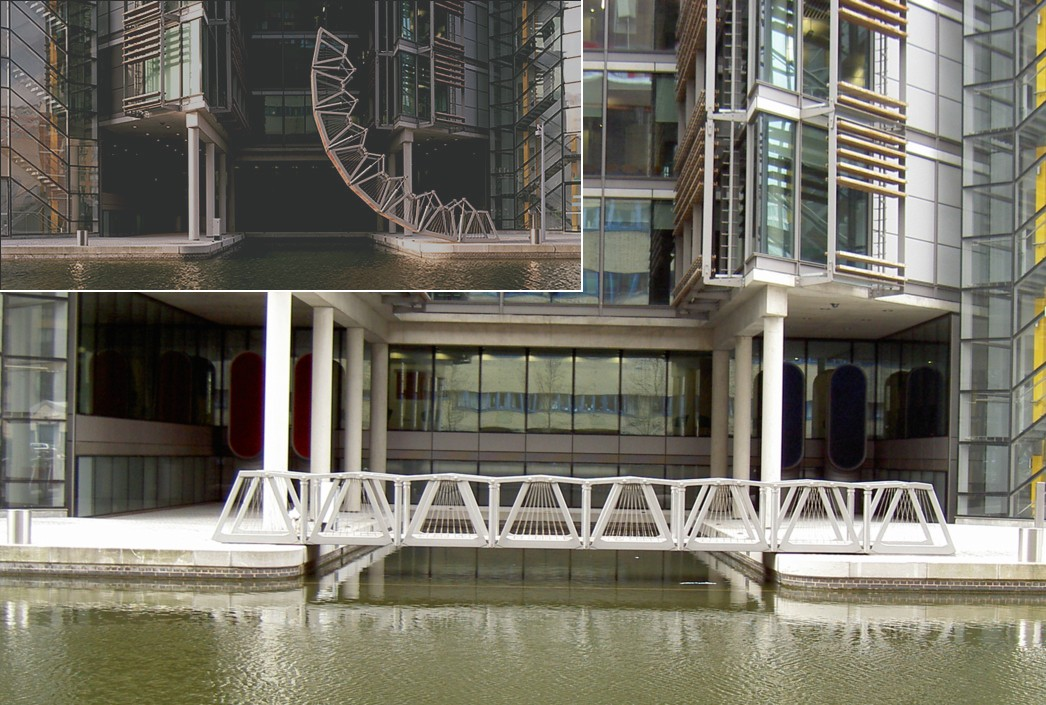
Pont en position de passage pour les piétons (en bas).

Le pont est constitué de huit segments animés par des vérins hydrauliques. Refermé, le pont prend la forme d'un octogone, permettant ainsi la circulation fluviale.